# Bará
Els bará, waímajã o waípinõmakã són na ètnia indígena originària del nord-oest de l'Amazònia, que habita en les capçaleres del riu Tiquié, a dalt del llogaret Trinidad i en l'alt Igarapé Inambú (afluent del riu Papurí que va al Vaupés) i l'alt Colorado i Lobo (afluents del Pira-Paraná que va a l'Apaporis).
Són una fratria exogàmica identificada com a "gent peix" (Waí mahã) i conformada per vuit clans patrilinials. Formen part d'un sistema cultural regional de fratrias exogàmiques diferenciades lingüísticament. Parlen el waimajã, una llengua tucano oriental, així com les llengües d'ètnies o fratries exogàmiques, que formen part d'aquest sistema regional del Vaupés, basat en l'intercanvi matrimonial entre elles. Les esposes i mares de cadascun, així com els esposos, i fills de les germanes dels membres d'una fratria o unitat lingüística no pertanyen a aquesta. En la pràctica cada persona parla diverses llengües, a més de la llengua pròpia de la seva unitat o fratria.

## Organització social
Viuen en cases comunals o "maloques" de 20 m d'ample per 40 m de llarg, amb una porta principal al nord, per als homes i una altra al sud per a les dones, amb una àrea central usada en els balls.

## Forma de vida
La seva economia combina l'agricultura itinerant, la caça i la pesca. El cultiu principal de la chagra és la iuca, al costat de la qual planten diverses espècies. Complementen l'alimentació amb la recol·lecció de fruits silvestres i insectes. Les dones s'encarreguen la terrisseria i els homes la cistelleria. Són hàbils fabricants de cistells per a carregar i canoes. Actualment són els principals especialistes en la confecció dels abillaments de plomes usats en les grans cerimònies.
Un important ritual és el dabucuri, durant el qual els visitants arriben amb carn i peix i els amfitrions els ofereixen chicha de iuca, una important manifestació de reciprocitat en la qual toca l'instrument sagrat, el yurupari, igual que en el ritual d'iniciació dels homes.